# Замятовка
Замятовка, также Заметовка (бел. Замятоўка) — бывшая деревня в Червенском районе Минской области. Входила в состав Колодежского сельсовета.

## История
В 1940-е—1950-е годы деревня Замятовка относилась к Колодежскому сельсовету Червенского района, здесь функционировала сельскохозяйственная артель (колхоз) имени Ильича.
Во время Великой Отечественной войны один житель деревни пропал без вести.
1 февраля 1942 года немцы собрали в толпу всех евреев Червеня и нескольких окрестных деревень, содержавшихся до этого в Червенском гетто, и погнали по дороге на Замятовку. В районе урочища Глинище, над глиняным карьером почти все узники гетто были расстреляны. Всего, по разным оценкам, погибло от 1400 до 1500 человек. В 1968 году на месте их массового захоронения был поставлен гранитный обелиск. 
В 1966 году деревня Замятовка перестала существовать.

## В топонимике
В Червене есть Замятовская улица, продолжение которой — дорога на бывшую деревню Замятовку — и сегодня в народе носит название Замятовская дорога или Замятовский тракт.